# 나카이즈미정
나카이즈미정(일본어: 中泉町)은 일본 시즈오카현 서부, 도요타군, 이와타군에 속했던 정이다. 현재의 이와타시에 해당한다.

## 역사
나카이즈미에는 덴쇼 15년(1587년) 무렵 도쿠가와 이에야스가 건설한 나카이즈미 고텐이 있었다,  부지 1만 평이라고도 불리는 고텐은 도쿠가와 가문이 도카이도를 왕복할 때 휴식처로 이용되었으나, 1670년에 폐지되었다
- 1889년 4월 1일 - 정촌제 시행에 의해 도요타군 나카이즈미촌, 니노미야촌이 합병해, 나카이즈미정이 성립하였다.
- 1896년 4월 1일 - 군 통합에 의해 이와타군에 소속되었다.
- 1940년 11월 1일 - 미쓰케정, 니시카이촌, 덴류촌과 합병해, 이와타정이 성립하여, 동일 나카이즈미정은 폐지되었다.

## 교통

### 철도
- 철도성
  - 도카이도 본선

## 참고 문헌
- 角川日本地名大辞典編纂委員会,『角川日本地名大辞典 22 静岡県』, 角川書店, 1978年, ISBN 4040012208
- 磐田市誌編纂委員会『中泉代官』静岡県磐田市/磐田市誌編纂委員会〈磐田市誌シリーズ 6〉、1981年。